# 里瓦鎮
19°10′N 69°54′W / 19.167°N 69.900°W
里瓦鎮（西班牙語：Villa Riva），是多明尼加共和國的城鎮，位於該國北部，由杜華德省負責管轄，面積309.93平方公里，海拔高度19米，2012年人口30,989，人口密度每平方公里100人。